# Уилбур, Джиджи Рэйвен
Джиджи Рэйвен Уилбур (англ. Gigi Raven Wilbur; род. 23 сентября 1955) — американская бисексуальная активистка и писательница. Была активисткой в БДСМ-сообществе более двадцати лет. Она имеет степень бакалавра по философии и степень магистра по социальной работе.
Уилбур была государственным работником в Техасе и координатором BiNet USA, вела радиошоу о бисексуальности. В 1999 году она, Венди Карри и Майкл Пейдж организовали первый день празднования бисексуальности.
В 1999 году Уилбур была удостоена награды «Globe Award» от Американского института бисексуальности за выдающиеся заслуги перед мировым сообществом бисексуалов. С 2008 года она живет в Хьюстоне, штат Техас.
Уилбур интерсекс, идентифицирует себя как третий пол, ни мужчину, ни женщину. Уилбур заявила в интервью 2008 года: «Сразу после моего рождения мой пол изменили... Я гермафродит. Это мой настоящий пол».
Она является автором книги «The Dominant's Handbook: An Intimate Guide to BDSM Play» и опубликовала эссе «Walking in the Shadows: Third Gender and Spirituality» (о том, что значит быть интерсекс-человеком) под редакцией Криста Скотт-Диксон. С 2008 года она публикует колонку в Rogue Moon, языческом журнале.